# آدام لالانا
آدام لالانا (انگلیسی: Adam Lallana زاده ۱۰ مهٔ ۱۹۸۸)، یک بازیکن فوتبال اهل کشور انگلستان است که در پست هافبک هجومی و وینگر برای باشگاه فوتبال برایتون و تیم ملی فوتبال انگلستان بازی می‌کند